# Bradornis microrhynchus
Bradornis microrhynchus là một loài chim trong họ Muscicapidae.
Loài chim này được tìm thấy ở Ethiopia, Kenya, Somalia, Nam Sudan, Tanzania, và Uganda. Môi trường sống tự nhiên của chúng là xavan khô và cây bụi khô nhiệt đới hoặc cận nhiệt đới.